# Lophodolos
Lophodolos is een geslacht van straalvinnige vissen uit de familie van armvinnigen (Oneirodidae). Het geslacht is voor het eerst wetenschappelijk beschreven in 1909 door Lloyd.

## Soorten
- Lophodolos acanthognathus Regan, 1925
- Lophodolos indicus Lloyd, 1909